# Trittau
Trittau ist eine Gemeinde im Kreis Stormarn in Schleswig-Holstein.

## Geographie
Trittau liegt etwa 30 Kilometer östlich von Hamburg. Im Osten Trittaus liegt die Hahnheide; im Süden bildet die Bille die Grenze zum Kreis Herzogtum Lauenburg.
Die Hälfte des Gemeindegebietes ist von Wald bedeckt, der Siedlungsbereich wird nach Osten durch die Mühlau begrenzt, die im südlichen Bereich der Gemeinde zum Mühlenteich aufgestaut ist und in die Bille mündet. Trittau liegt im Stormarner Endmoränengebiet und das Gelände weist eine entsprechend bewegte Topographie auf. Höchste Erhebung ist der Kleine Hahnheider Berg mit 101,1 m ü. NHN.
Nachbargemeinden
| Lütjensee | Grönwohld                                   | Linau                                |
| Großensee | Kompassrose, die auf Nachbargemeinden zeigt | Köthel/Stormarn Köthel/Lauenburg     |
| Rausdorf  | Kuddewörde Grande                           | Hamfelde/Stormarn Hamfelde/Lauenburg |

## Geschichte

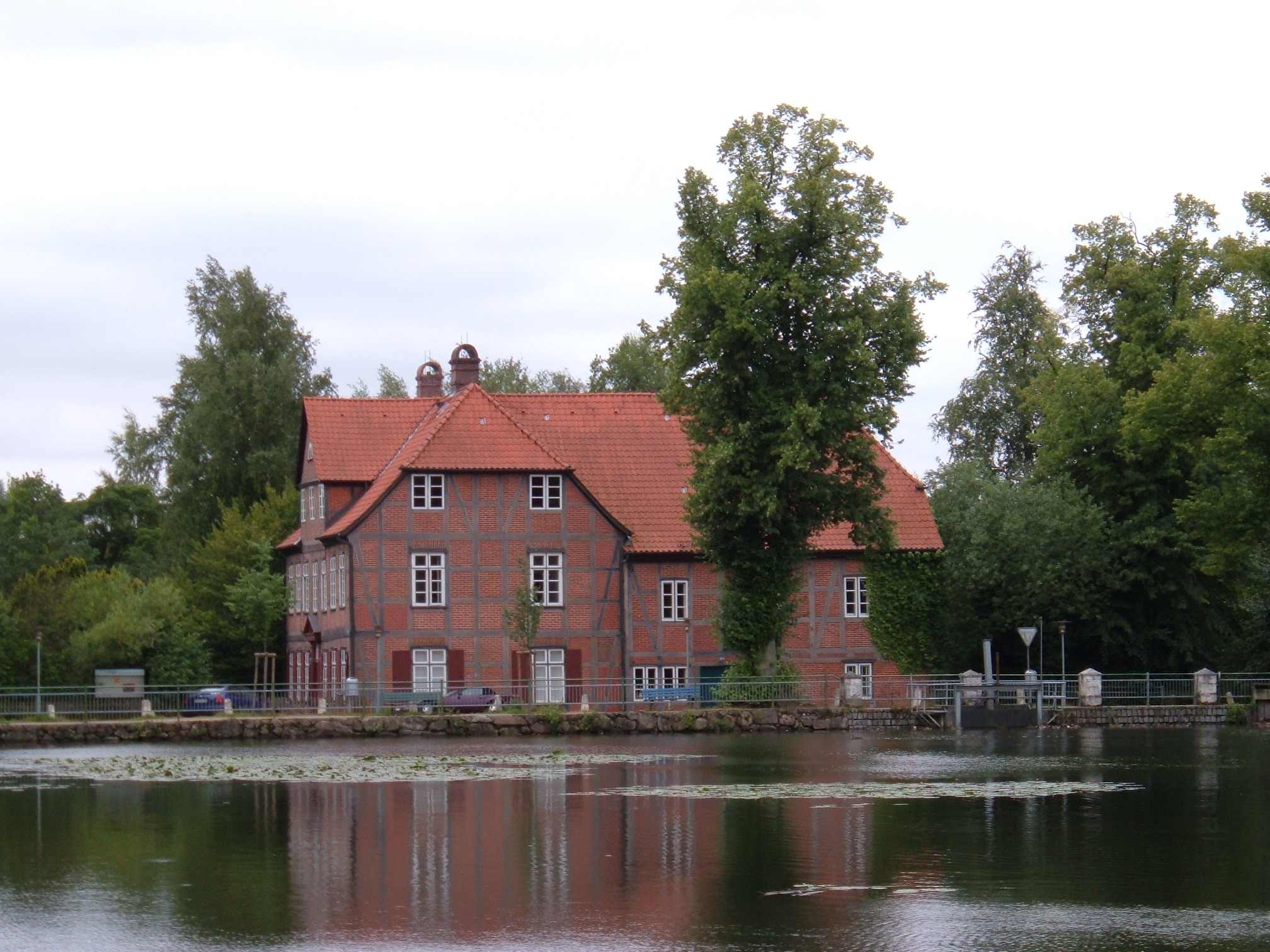
Trittauer Wassermühle

Plan des Schlosses Trittau von (1650)

Trittau wurde 1167 in einer Urkunde des Herzogs Heinrich des Löwen zum ersten Mal urkundlich erwähnt, 1239 anlässlich des Baus der Kirche, die zunächst zum Kloster Reinbek gehörte, ein zweites Mal. Im Jahre 1326 ließ Graf Johann der Milde zum Schutz gegen die Raubritter Scarpenbergh aus Linau das Schloss Trittau errichten. Zweck der befestigten Anlage, die zunächst eher einer Burg geähnelt haben dürfte, war der Schutz der wichtigen Handelsstraßen nach Lübeck und Hamburg wie zum Elbübergang bei Artlenburg. Das Schloss war der Sitz des Amtmannes, der das Amt Trittau verwaltete. 1534 wurde Trittau von dem aus Hamburg stammenden Söldnerführer und Lübecker Stadthauptmann Marx Meyer im Zuge der Grafenfehde eingenommen. Im Frieden von Stockelsdorf ging es im Tausch gegen das kurzzeitig dänisch besetzte Travemünde an die Gottorfer zurück. Im Jahre 1775 wurde das Schloss wegen Baufälligkeit abgerissen. Der Amtmann residierte fortan im Schloss Reinbek.
Trittau gehörte zu den 17 sogenannten Holzdörfern.
Trittau und die Hahnheide waren zu Beginn des 20. Jahrhunderts als Luftkurort ein beliebtes Ausflugsziel für die Hamburger Bürger. Lange Zeit bestand mit der Südstormarnschen Kreisbahn (bis 1952) eine direkte Bahnanbindung nach Hamburg-Tiefstack sowie mit der Bahnstrecke Schwarzenbek–Bad Oldesloe der Bundesbahn nach Schwarzenbek und Bad Oldesloe (bis 1980).
Zum Ende des Zweiten Weltkrieges wurde Deutschland schrittweise besetzt. Am 1. Mai 1945 trafen britische Panzer in Trittau ein und besetzten den Ort. Am 4. Mai unterschrieb Hans-Georg von Friedeburg im Auftrag des letzten Reichspräsidenten Karl Dönitz, der sich zuvor mit der letzten Reichsregierung in den Sonderbereich Mürwik abgesetzt hatte, die Teilkapitulation der Wehrmacht für Nordwestdeutschland, Dänemark und die Niederlande. Der Krieg endete schließlich mit der Bedingungslosen Kapitulation am 8. Mai 1945. Zum Ende des Krieges waren zahlreiche Flüchtlinge und Heimatvertriebenen aus den Ostgebieten des Deutschen Reiches nach Schleswig-Holstein geflüchtet (vgl. Flüchtlinge in Schleswig-Holstein nach dem Zweiten Weltkrieg). Auch nach Trittau flüchteten Menschen, beispielsweise ein Zug von Eisenbahnern der Kleinbahn Freienwalde–Zehden mit ihren Familien. In Folge verdoppelte sich die Bevölkerung Trittaus.

## Religion
Trittau gehörte ursprünglich zum Kirchspiel Steinbek, bis es im Jahr 1248 zu einer eigenständigen Kirchengemeinde wurde.
In Trittau gibt es heute folgende Kirchengemeinden:
- evangelisch-lutherische Kirchengemeinde Trittau
- katholische Pfarrei Seliger Niels Stensen: Die katholische Kirche in Trittau, die das Patrozinium Maria – Braut des Heiligen Geistes trug, wurde ab 1971 erbaut. Sie ersetzte einen zu klein gewordenen Vorgängerbau von 1954. Die Kirche wurde am 20. Januar 1973 geweiht und bis zum 9. Juni 2025 genutzt. Seitdem finden die katholischen Gottesdienste in der evangelischen Kirche statt.[10]
- freie evangelische Gemeinde Trittau
- Neuapostolische Kirche Gemeinde Trittau

## Politik
Die hauptamtlich verwaltete Gemeinde Trittau ist ein Unterzentrum im Amt Trittau.

### Gemeindevertretung
- CDU: 7
- Grüne: 3
- SPD: 3
- BGT: 6

Die Gemeindevertretung ist die kommunale Volksvertretung der Gemeinde Trittau. Über die Zusammensetzung entscheiden die Bürger alle fünf Jahre. Die letzte Kommunalwahl fand am 14. Mai 2023 statt. Diese führte bei einer Wahlbeteiligung von 47,0 % zu nebenstehender Zusammensetzung der Gemeindevertretung.
Bürgervorsteher ist Lars Ryll (CDU).

### Bürgermeister
- Bis 1945: Conrad Jessen[13]
- Mai–Juni 1945: Ferdinand Rüffert, von der britischen Militärregierung berufen
- Juni–Nov. 1945: Andreas Ruf, von der britischen Militärregierung berufen
- Dez. 1945–Nov. 1946: Theodor Boe, von der britischen Militärregierung berufen
- Nov. 1946–März 1947: Johannes Wilhelm Friedrich Reibnitz
- 1947–1951: Ferdinand Rüffert, SPD (ehrenamtlich)[14]
- 1951–1970: Walter Stursberg, FDP (ehrenamtlich)
- 1970–1978: Otto Hergenhan, CDU (ehrenamtlich)
- 1978–2002: Jochim Schop, parteilos (hauptamtlich)
- 2002–2014: Walter Nussel, parteilos (hauptamtlich)
- seit 2014: Oliver Mesch, parteilos (hauptamtlich)

### Wappen und Flagge
Wappen: Blasonierung: „Über grünem Schildfuß, darin ein silberner Wellenbalken, in Silber ein zweistöckiges, traufenständiges rotes barockes Fachwerkhaus mit Krüppelwalmdach, übergiebeltem Zwerchhaus in der Frontmitte und pilasterflankierter, übergiebelter Haustür.“
Flagge: „Auf weißem, oben und unten von einem grünen Randstreifen begrenzten Flaggentuch das rote Haus des Gemeindewappens.“

### Partnerschaft
Trittau ist eine Gemeindepartnerschaft mit der Stadt Gadebusch in Mecklenburg-Vorpommern eingegangen.

## Kultur und Sehenswürdigkeiten

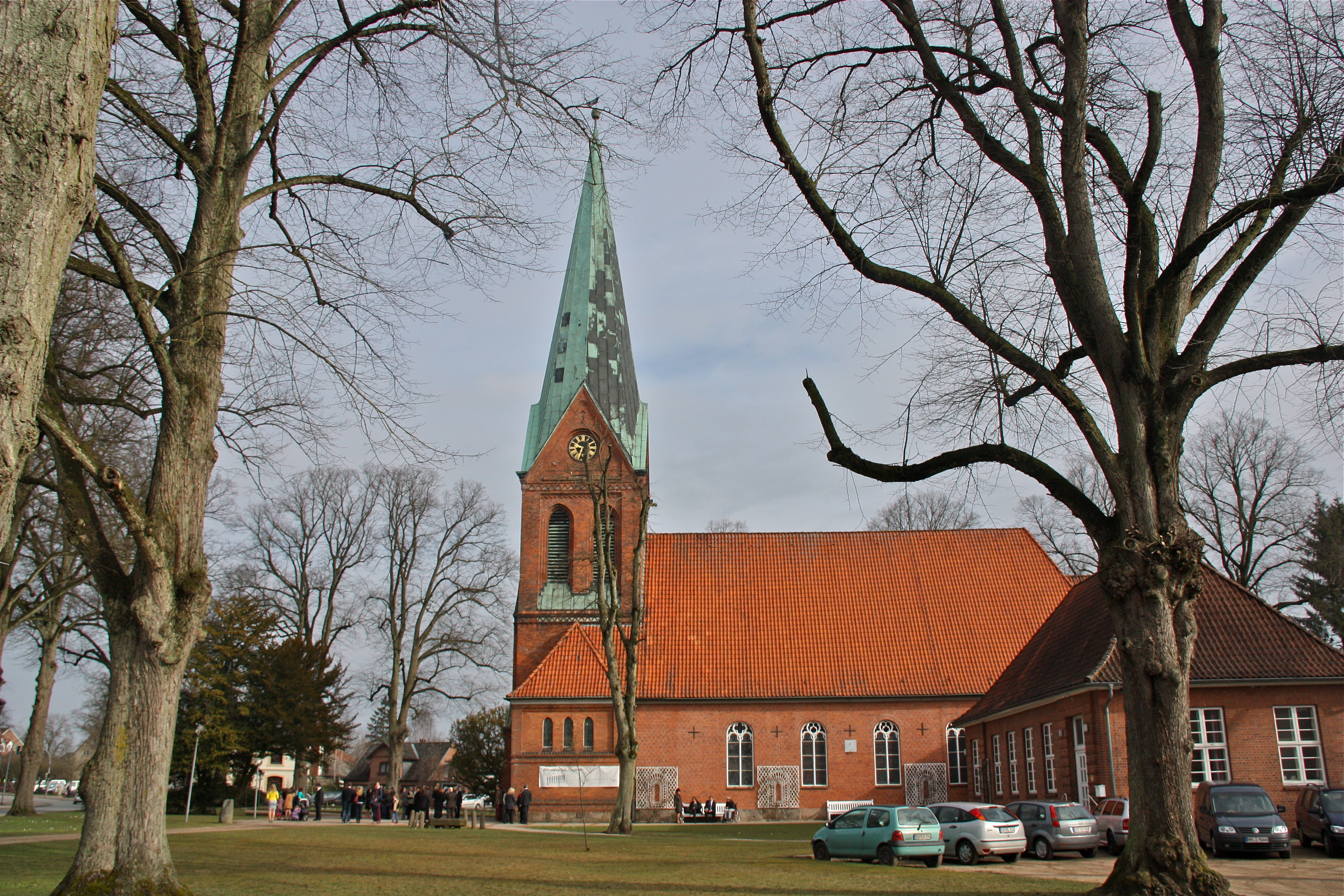
Martin-Luther-Kirche

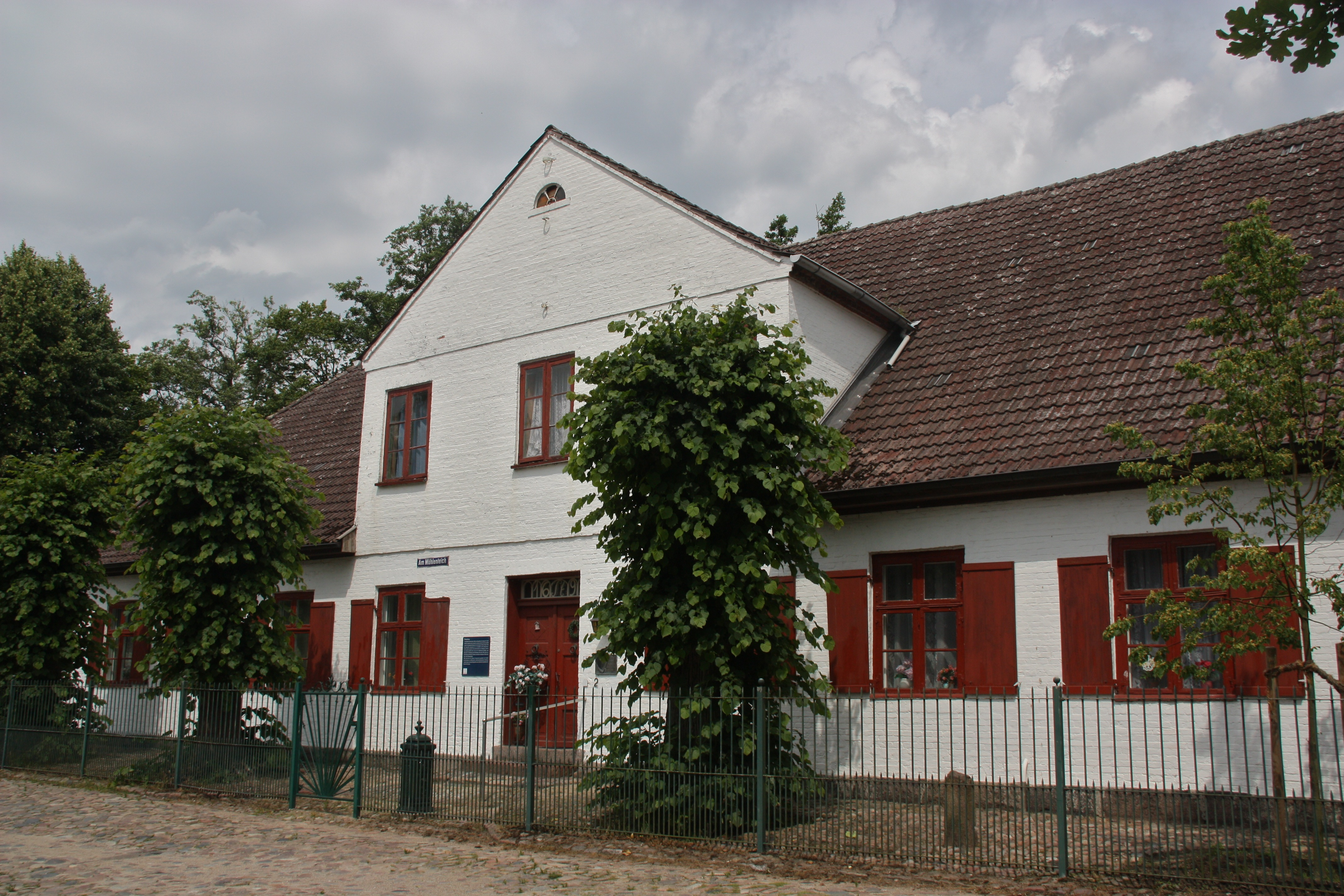
Burgkrug

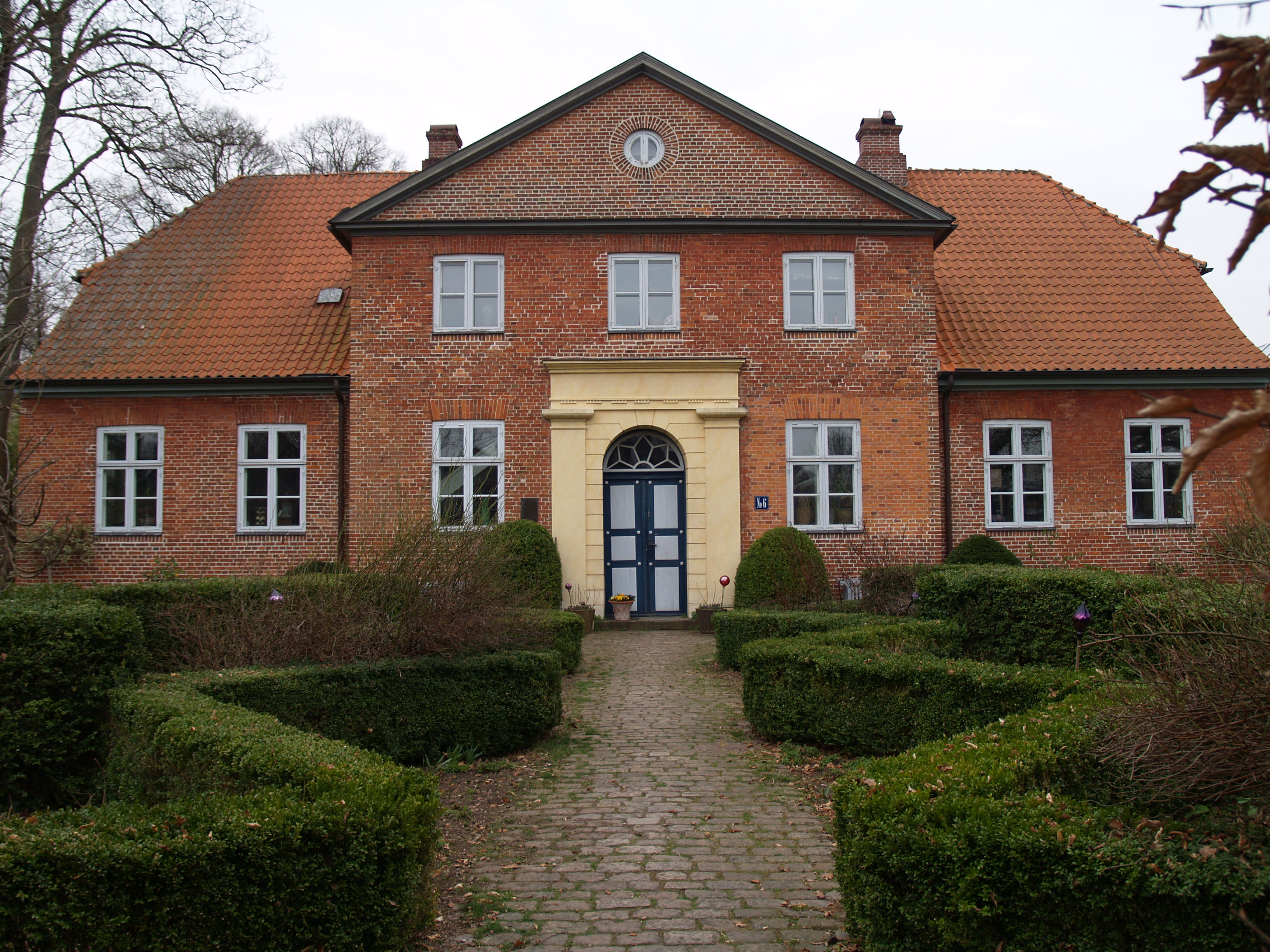
Ehemaliges Amtsgericht

### Bauwerke
Die ältesten erhaltenen Gebäude Trittaus sind neben der Martin-Luther-Kirche aus dem Jahr 1880, die 1701 erbaute Wassermühle und der 1695 erbaute Gasthof „Burgkrug“, der gegenüber der Wassermühle an der alten Landstraße zwischen Hamburg und Mecklenburg gelegen ist. In der Liste der Kulturdenkmale in Trittau stehen die in der Denkmalliste des Landes Schleswig-Holstein eingetragenen Kulturdenkmale.
In der Ortsmitte steht das ehemalige Pastorat, das vor dem Bau des neuen Rathauses auf dem Europaplatz als Verwaltungssitz diente und heute als Bürgerhaus genutzt wird. Gegenüber steht ein Bau des Architekten Fritz Höger, der heute ein Modehaus beherbergt. In unmittelbarer Nachbarschaft der historischen Wassermühle hat die Sparkassen-Kulturstiftung Stormarn 2006 ein modernes Atelierhaus mit Ausstellungsraum erbauen lassen. An der Hauptstraße im Süden der Gemeinde am Ortsausgang Richtung Hamfelde liegt das ehemalige Amtsgericht Trittau, das Geburtshaus Theodor Steltzers.
Im östlichen Teil der Hahnheide befindet sich ein 27 Meter hoher hölzerner Aussichtsturm, der sogenannte Hahnheider Turm, von dem man bis nach Hamburg sehen kann.

### Musik, Theater und Museen
Wichtige Teile der Mühlenausstattung sind noch vorhanden und für den Besucher der seit 1992 als Kulturzentrum genutzten Wassermühle sichtbar. Das Mühlenprogramm bietet Musik, Lesungen, Vorträge und Kleinkunstveranstaltungen, in der Mühlengalerie finden ständig Ausstellungen bildender Künstler statt. Eine Wohnung im Mühlengebäude wird jahresweise an Stipendiaten der Sparkassen-Kulturstiftung vergeben. Im benachbarten Atelierhaus finden ebenfalls Kunstausstellungen statt.
Im Bürgerhaus Trittau ist ein Saal mit Bühne, dort finden u. a. Aufführungen der Trittauer Laienspieler statt. In der Martin-Luther-Kirche finden Konzerte mit klassischer Musik statt.
Im Zentrum Trittaus an der Straße Zur Mühlau befindet sich ein Findlingsgarten.

### Grünflächen und Naherholung
Trittau ist eingebettet in eine wald- und seenreiche Landschaft, die zu Wanderungen und Radtouren einlädt. Die Hahnheide, das Mühlenbachtal und die Bille-Niederung stehen mit ihrer vielfältigen Flora und Fauna unter Naturschutz.

### Sport
Der Turn- und Sportverein Trittau von 1899 e. V. ist der mitgliederstärkste Sportverein in der Gemeinde. Besonders erfolgreich ist die Badminton-Sparte, die seit der Saison 2013/14 auch in der 1. Bundesliga spielt.

### Regelmäßige Veranstaltungen
Vor Ostern, zum Deutschen Mühlentag und zum Erntedankfest finden Kunsthandwerkermärkte bei der Wassermühle statt.
Zum Tag des Liedes Ende Mai findet auf dem Sängerberg das Sängerfest statt.
Am dritten Wochenende im August findet auf dem Schützenplatz das Trittauer Volks- und Schützenfest statt.
In den Sommerferien veranstaltet die „KinderInitiative Trittau“ (K. I. T.) ihr traditionelles Seifenkistenrennen in der Poststraße.
Am ersten Wochenende im Advent findet rund um die evangelische Martin-Luther-Kirche der Nikolausmarkt statt.

## Wirtschaft und Infrastruktur

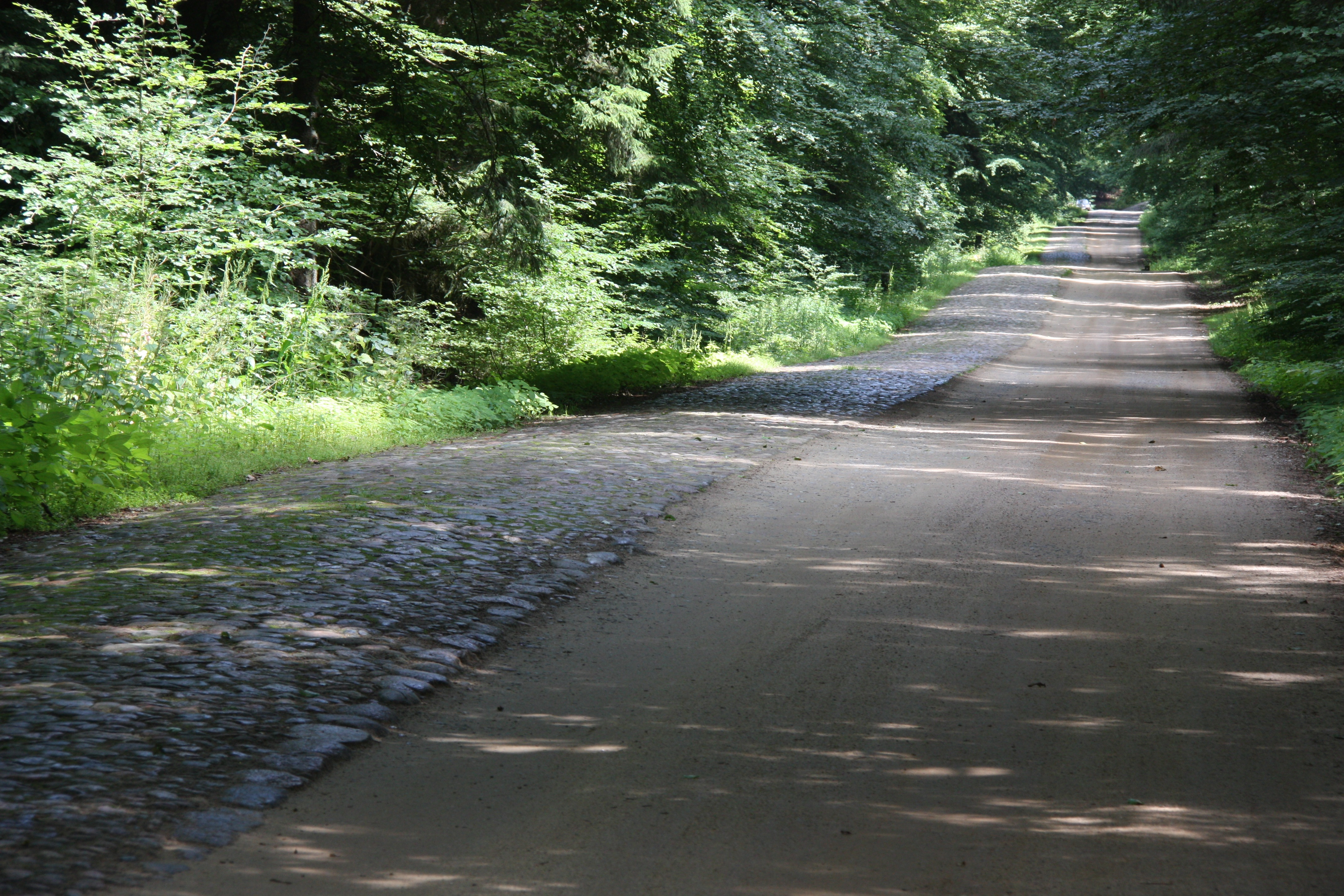
Hohenfelder Damm

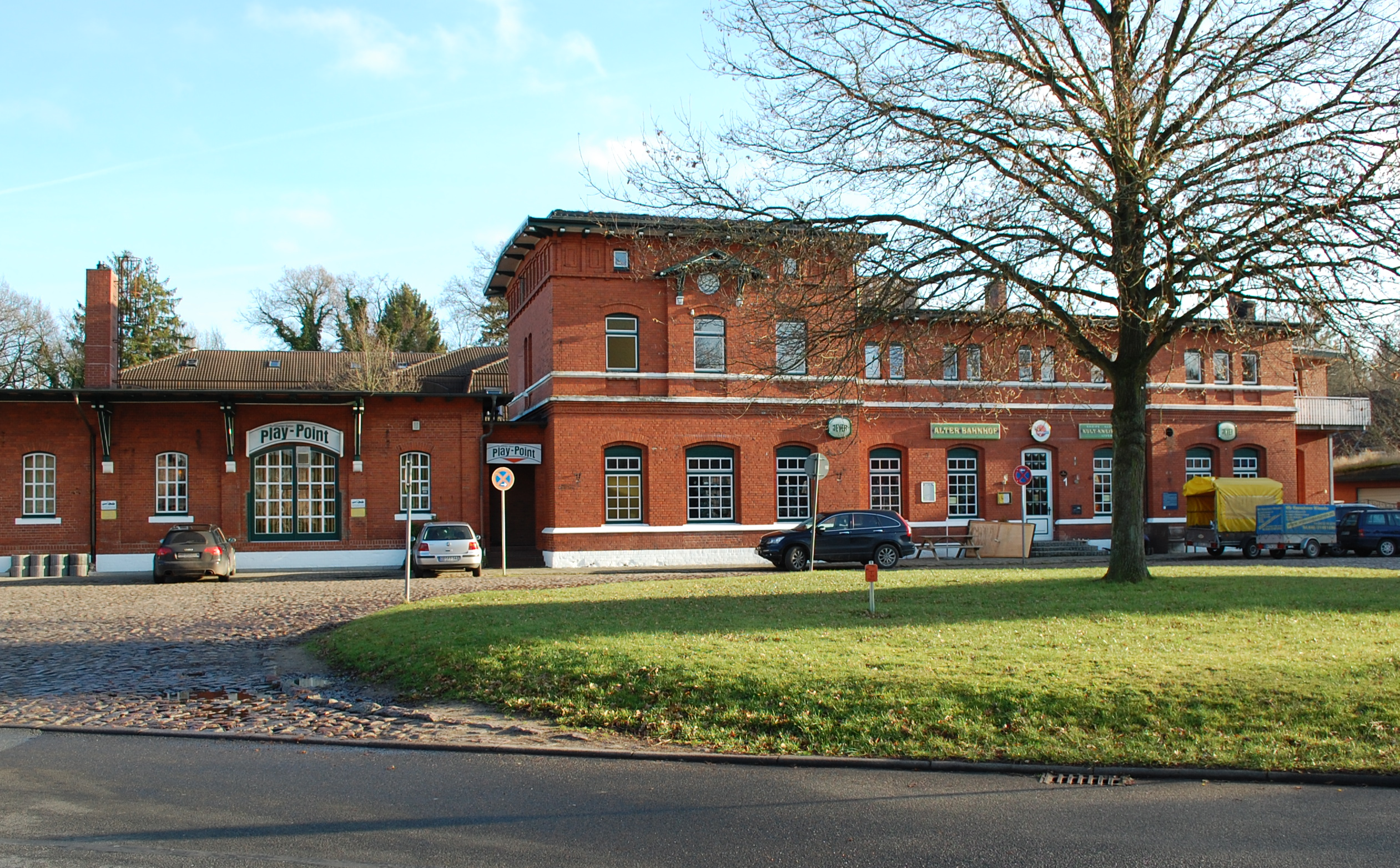
Alter Bahnhof

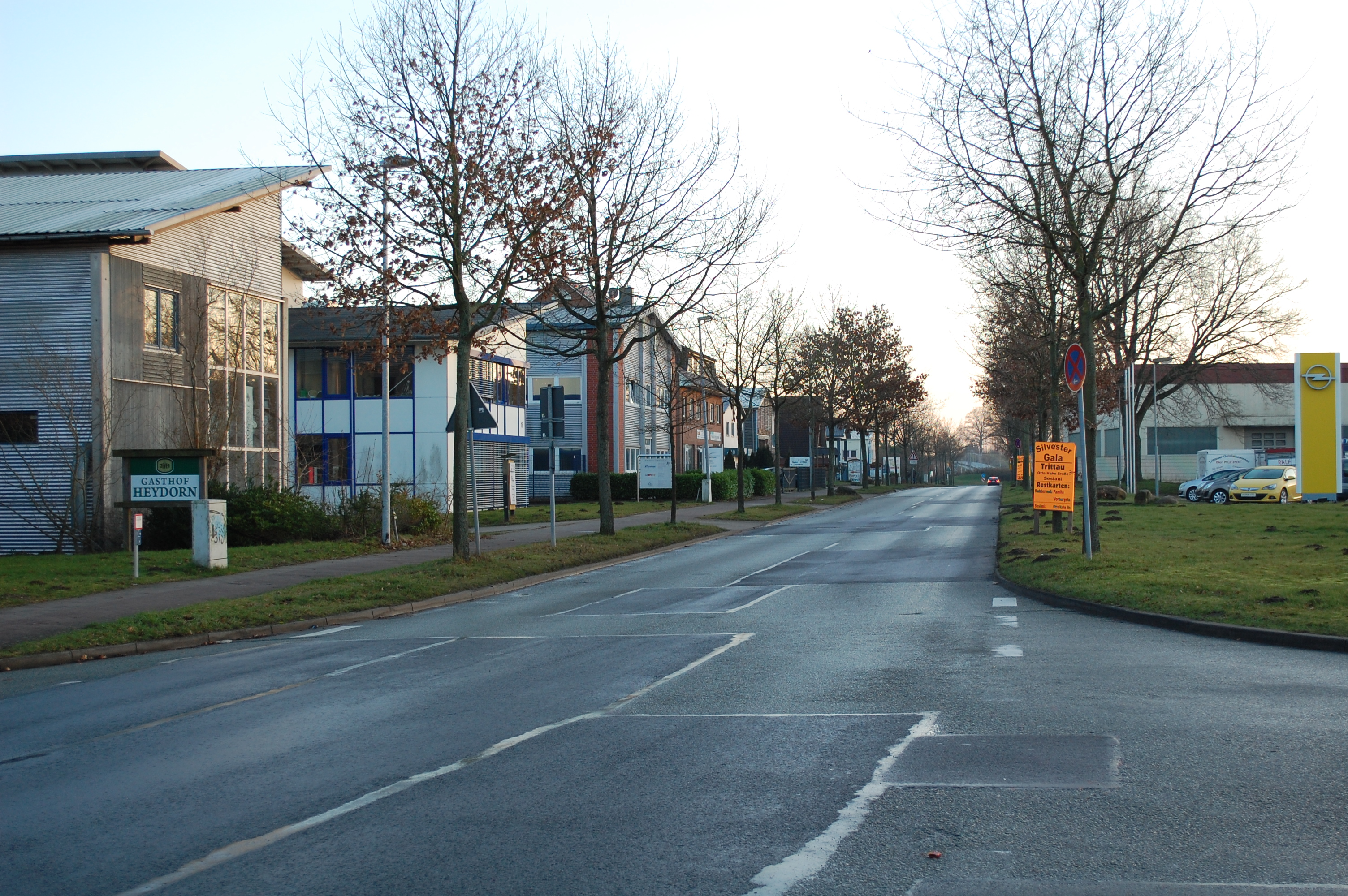
Bürgermeister-Hergenhan-Straße im Gewerbegebiet Nord

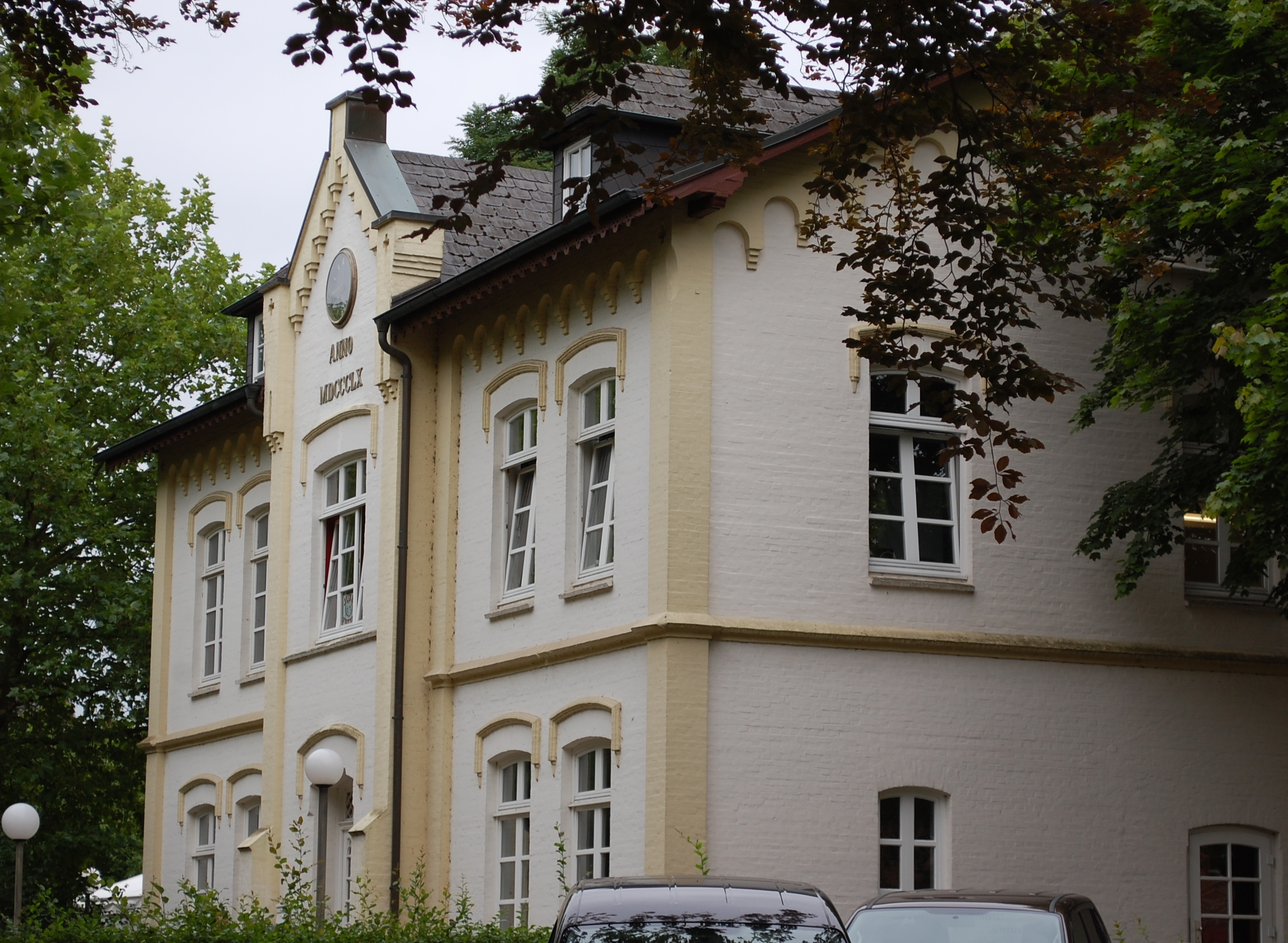
Bürgerhaus in Trittau

### Verkehr

#### Straßenverkehr
Die Fahrtstrecke vom Ortszentrum zur Anschlussstelle Stapelfeld der Bundesautobahn 1 beträgt etwa 14 km, die Anschlussstelle Schwarzenbek/Grande der Bundesautobahn 24 ist nach ca. 7 km zu erreichen. Unmittelbar westlich des Ortes verläuft die Bundesstraße 404 in Nord-Süd-Richtung, die über die Anschlussstellen Trittau-Nord und Trittau-Süd zu erreichen ist.
Die alte Straßenverbindung von Trittau nach Hohenfelde, der Hohenfelder Damm, steht heute unter Denkmalschutz.

#### Öffentliche Verkehrsmittel
Innerhalb des Hamburger Verkehrsverbundes (HVV) werden durch die Verkehrsbetriebe Hamburg-Holstein (VHH), sowie durch die Autokraft und die Verkehrsgesellschaft Südholstein (VGS) bzw. Dahmetal mehrere Buslinien in Trittau und Umgebung betrieben.
| Linie |                                     | Verlauf |
| ----- | ----------------------------------- | --- |
| X33   | Trittau – Hamburg-Billstedt         | Trittau – Grande – Witzhave – über A24/A1 – U Billstedt                                                                          |
| 264   | Trittau – Hamburg-Rahlstedt         | Trittau – Großensee – Meilsdorf – Braak – Stapelfeld – Bf. Rahlstedt                                                             |
| 333   | Trittau – Hamburg-Steinfurter-Allee | Trittau – Grande – Witzhave – Neuschönningstedt – Glinde – Oststeinbek – U Steinfurther Allee                                    |
| 364   | Trittau – Hamburg-Rahlstedt         | Trittau – Grönwohld – Lütjensee – Großensee – Meilsdorf – Braak – Stapelfeld – Bf. Rahlstedt                                     |
| 369   | Trittau – Ahrensburg                | Trittau – Lütjensee – Hoisdorf – U Großhansdorf – U Kiekut – U Schmalenbeck – Bf. Ahrensburg                                     |
| 433   | Trittau – Aumühle                   | Trittau – Kuddewörde – Friedrichsruh – Bf. Aumühle                                                                               |
| 8120  | Trittau – Bad Oldesloe              | Trittau – Lütjensee – Grönwohld – Dwerkaten – Sprenge – Mollhagen – Lasbek – Pölitz – Bad Oldesloe                               |
| 8720  | Trittau – Lübeck                    | Trittau – Lütjensee – Grönwohld – Linau – Sirksfelde – Wentorf A/S – Sandesneben – Labenz – Kastorf – Bliestorf – Lübeck Hbf/ZOB |
| 8760  | Trittau – Mölln                     | Trittau – Hamfelde (Lauenburg) – Mühlenrade – Köthel (Lauenburg) – Köthel (Stormarn) – Koberg – Nusse – Alt Mölln – Mölln        |

Neben den oben genannten Buslinien werden in Trittau noch weitere Linien besonders zur Schülerbeförderung betrieben. Außerdem wird im Auftrag des Kreises Stormarn von der VHH seit Dezember 2020 – zunächst für ein Jahr – ein On-Demand-Verkehr mit Elektrofahrzeugen im Raum Trittau/Lütjensee/Großensee/Brunsbek angeboten, die auch den Anschluss an die nächsten westlichen Busknotenpunkte Stapelfeld, Rahlstedt-Großlohe, Willinghusen und Neuschönningstedt (Haidkrug) herstellt.

#### Sonstiges
Von 1887 bis 1976 war Trittau Bahnstation der Bahnstrecke Schwarzenbek–Bad Oldesloe und von 1907 bis 1952 startete hier die Südstormarnsche Kreisbahn Richtung Hamburg. Auf den ehemaligen Bahntrassen verlaufen heute Radwanderwege nach Glinde und Bad Oldesloe.

### Ansässige Unternehmen
Bis zum Beginn des 20. Jahrhunderts war Trittau eine rein landwirtschaftliche Gemeinde. Die ortsansässige genossenschaftliche Mili-Milch war bis zum Verkauf an Hansa-Milch 2010 die letzte freie Meierei Schleswig-Holsteins. Am 31. März 2011 wurde sie durch den neuen Besitzer geschlossen.
Durch die Hamburger Randlage haben sich inzwischen weitere Unternehmen aus dem verarbeitenden Gewerbe angesiedelt, darunter Fenster- und Türen-Hersteller, eine Wachsraffinerie und Arzneimittelhersteller und -händler. Von überregionaler Bedeutung war dabei jedoch viele Jahre allein die Nico Pyrotechnik, heute Rheinmetall Waffe Munition GmbH. Auf dem Gelände der ehemaligen Ziegelei besteht eine Bauschuttdeponie und ist ein Technologiezentrum angesiedelt. Als Betrieb der modernen Abfallwirtschaft findet sich eine Kompostierungsanlage für Bioabfälle und Grünschnitt mit Bioabfallvergärungsanlage, in der die Abfälle aus der Biomüllsammlung von Stormarn und Lauenburg behandelt werden.

### Bildungseinrichtungen
Im Schulzentrum Trittau befinden sich eine Grundschule (Mühlau-Schule), eine Gemeinschaftsschule (Hahnheide-Schule), ab Schuljahr 2014/15 mit gymnasialer Oberstufe, ein Gymnasium, das 2019 von der Ministerin Karin Prien als Jugend-forscht-Schule 2019 ausgezeichnet wurde, sowie ein Förderzentrum. Das Förderzentrum ist eine Außenstelle der Amalie-Sieveking-Schule, nachdem die ehemalige Campeschule in Trittau zum Schuljahr 2011/12 wegen zu geringer Schülerzahlen aufgelöst wurde.
Im Ort gibt es eine Volkshochschule sowie eine private Musikschule. Außerdem sind mehrere Kindertagesstätten in Trägerschaft der Gemeinde, der evangelischen Kirchengemeinde und des DRK vorhanden.

### Freizeiteinrichtungen
Im Bürgerhaus Trittau befinden sich ein Jugendzentrum und eine Altenbegegnungsstätte, außerdem werden die Räumlichkeiten von Vereinen und Initiativen genutzt. In der Gemeinde gibt es Sportplätze und -hallen sowie ein Freibad. Auf dem Gelände der ehemaligen Ziegelei befindet sich eine Groß-Disco.

## Persönlichkeiten

### Ehrenbürger
- Johannes Wilhelm Friedrich Reibnitz (1880–1955), Ehrenbürger 1953, Arbeit im Dienste der Allgemeinheit
- Otto Hergenhan (????–1987), gleichzeitige Ernennung zum Ehrenbürgermeister und Ehrenbürger 1982, langjähriger ehrenamtlicher Bürgermeister und Gemeindevorsteher, engagierte sich besonders für den Bau eines Gymnasiums und erforschte die Heimatgeschichte
- Kurt Arnold (1926–2009), Ehrenbürger 1996, langjähriger Gemeindevertreter und Mitbegründer der Wählergemeinschaft BGT, setzte sich für das Wohl der Gemeinde ein
- Otto Bentien (1923–2006), Ehrenbürger 1997, langjähriger Gemeindevertreter, setzte sich für die Belange Trittaus ein und wartete als Uhrmacher ehrenamtlich die Kirchturmuhr
- Johanna Lange (1930–2013), Ehrenbürgerin 2010, langjährige Gemeindevertreterin und außerordentliches soziales Engagement im Ehrenamt
- Bernd Geisler, Ehrenbürger 2016, langjähriger Gemeindevertreter und Vorsitzender des Schulverbandes mit außerordentlichem sozialen Engagement[24]

### Persönlichkeiten, die mit der Gemeinde verbunden sind
- Joachim Heinrich Campe (1746–1818), aufgeklärter Pädagoge, Publizist und Sprachforscher
- Caroline Rudolphi (1753–1811), Erzieherin, Dichterin, Schriftstellerin, gründete in Trittau ein Institut für Mädchenerziehung
- Arno Surminski (* 1934), Schriftsteller, verarbeitete seine Trittauer Zeit nach Kriegsende in dem Roman „Kudenow oder an fremden Wassern weinen“
- Bernd Heinrich (* 1940), Professor für Biologie, verbrachte seine Kindheit als Flüchtlingskind mit seiner Familie in einer Waldhütte in der Hahnheide[25]
- Jürgen Blin (1943–2022), Profiboxer, lebte während seiner Boxkarriere in Trittau
- Irmgard Riessen (* 1944), Theater- und Fernsehschauspielerin, lebt in Trittau
- Jürgen Sacher (* 1960), Opernsänger, lebt in Trittau
- Andy Anderson, Sänger der Band Soulful Dynamics, lebte in Trittau und trat mit seiner Band häufig in Holländers Gasthof und im Pardon Club auf
- Karina Peisker (* 2000), 5-fache Weltmeisterin im Rhönradturnen, davon zwei Titel während der Mitgliedschaft im TSV Trittau

### Söhne und Töchter der Gemeinde
- Theodor Schorer (1836–1918), Apotheker und Politiker in Lübeck
- Alfred Teves (1868–1953), Gründer der Firma Alfred Teves (später ATE)
- Theodor Steltzer (1885–1967), Politiker (CDU), 1946–1947 eingesetzter Ministerpräsident von Schleswig-Holstein
- Anton August Johann Lange (1892–1963), SPD- und Reichsbanner-Mitglied, 1927–1933 Stadtverordneter in Altona, 1933 aus politischen Gründen entlassen, 1938 vorübergehend im Konzentrationslager Fuhlsbüttel, nach dem Krieg wieder im Polizeidienst, schließlich Polizei-Vizepräsident in Hamburg
- Werner Staak (1933–2006), Bundestagsabgeordneter der SPD, Innensenator in Hamburg
- Uwe Looft (1938–2019), Jurist, Bundestagsabgeordneter der CDU 1971–1972